# Agonum amplicolle
Agonum amplicolle är en skalbaggsart som beskrevs av Thomas Casey. Agonum amplicolle ingår i släktet Agonum och familjen jordlöpare. Inga underarter finns listade i Catalogue of Life.